# Egisto Betti
Egisto Betti (Pistoia, 15 ottobre 1910 – Torino, 26 marzo 1984) è stato un calciatore italiano, di ruolo difensore.

## Carriera
Debutta in Serie B con la Pistoiese nella stagione 1929-1930, disputando sei campionati cadetti per un totale di 64 presenze.
Nel 1935 si trasferisce alla Salernitana, con cui disputa due campionati di Serie C per un totale di 51 presenze; lasciato il club campano nel 1937, passa al Cerignola e quindi alla Palmese.